# Babor (Sétif)
Pour les articles homonymes, voir Babor (homonymie).
Babor est une commune située dans l’extrême nord de la wilaya de Sétif, dans la région montagneuse des Babors en Petite Kabylie et limitrophe de la wilaya de Jijel en Algérie.

## Géographie

### Localités de la commune
La commune de Babor est composée de vingt-six localités :
- AT Bezzaz
- At Melloul Dhara
- At Melloul Gebala
- At Ldjoudi (Djouada)
- Boucherithène
- Cheurfa
- Daafa
- Guetita
- Herakta
- Larbaa
- Lakhdara
- Mechta Lekdima
- Medjergui
- Ouled Bouchenine
- Ouled Djaballah
- Ouled El Djaïzi
- Ouled Seïd Benali
- Ouled Smaïl
- Ouled Yahia Takarbouste
- Oued Afra
- Souk El Djemaa
- Stahessane
- Tala Idjerghane
- Taloubekt
- Takilate
- Tazrout

Le point culminant de la commune est le Mont Babor, au nord de la commune, à  2004 mètres d’altitude.